# Wolfsbane (personaggio)
Wolfsbane, il cui vero nome è Rahne Sinclair, è un personaggio dei fumetti, creato da Chris Claremont (testi) e Bob McLeod (disegni) nel 1982, pubblicato dalla Marvel Comics. È apparsa la prima volta in Marvel Graphic Novel n. 4: The New Mutants.

## Biografia del personaggio
Rahne è il frutto dell'unione del reverendo Craig con una prostituta. A causa di questo, sebbene l'avesse adottata, il reverendo la trattò con una disumanità notevole. Quando Rahne manifestò il suo potere di trasformarsi in lupo, il reverendo voleva esorcizzarla e Rahne scappò terrorizzata da Moira MacTaggert. La donna impedì che Rahne venisse linciata dalla folla che Craig aveva radunato e l'adottò, in seguito la portò da Charles Xavier affinché l'addestrasse come una vera X-Man.
Entrata nei Nuovi Mutanti affrontò varie missioni, ma si sentiva inadatta a qualunque ragazzo le piacesse. Dopo entrò a far parte della squadra governativa di X-Factor per vedere morire Moira per mano di Mystica.
Depressa iniziò a vagabondare per il mondo e dopo aver affrontato il reverendo Craig tornò all'istituto di Xavier per essere la tutor di una squadra di teenager dell'istituto, i Paragons. Se ne andò quando venne scoperta la sua relazione con un ragazzo dei Nuovi mutanti: Elixir. Così entrò a far parte dell'agenzia investigativa di Jamie Madrox: X-Factor.
In seguito alla decimazione ha mantenuto i poteri. Durante la saga Messiah Complex, grazie alle sue doti di cacciatrice entra nella nuova X-Force guidata da Wolverine, di cui diverrà un membro fisso.

## Altre versioni
Nell'universo Ultimate una mutante dall'aspetto ferino di nome Wolfsbane viene mostrata essere l'attrazione principale di uno spettacolo da luna park. Successivamente una ragazza di nome Rahne Sinclair che si fa chiamare Sasquatch debutta come membro del supergruppo Alpha Flight.

## Poteri e abilità
Rahne può assumere gradualmente le caratteristiche e le capacità di un lupo.

## Altri media

### Cinema
Nella serie di film X-Men, Wolfsbane è interpretata da Maisie Williams. Compare in The New Mutants (2020)

### Televisione
Wolfsbane compare in:
- Insuperabili X-Men
- X-Men: Evolution
- Wolverine e gli X-Men

### Videogiochi
Wolfsbane compare in Marvel Puzzle Quest.